# Senecio bollei
Senecio bollei là một loài thực vật có hoa trong họ Cúc. Loài này được Sunding & G.Kunkel miêu tả khoa học đầu tiên năm 1972.